# Heinrich Cotta

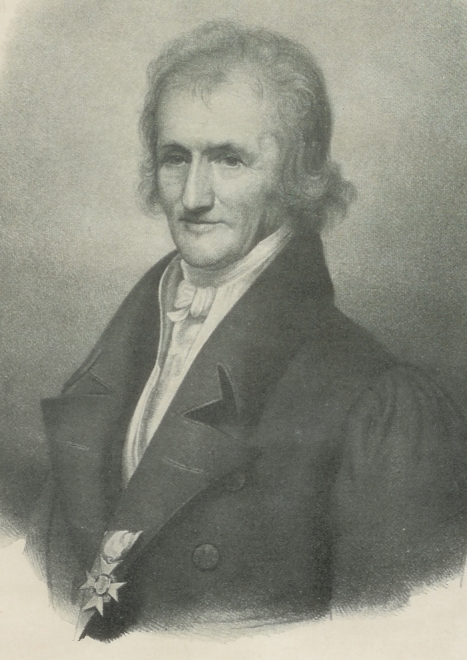
Heinrich Cotta 1833, lithographische Wiedergabe einer Bleistiftzeichnung von Carl Christian Vogel von Vogelstein

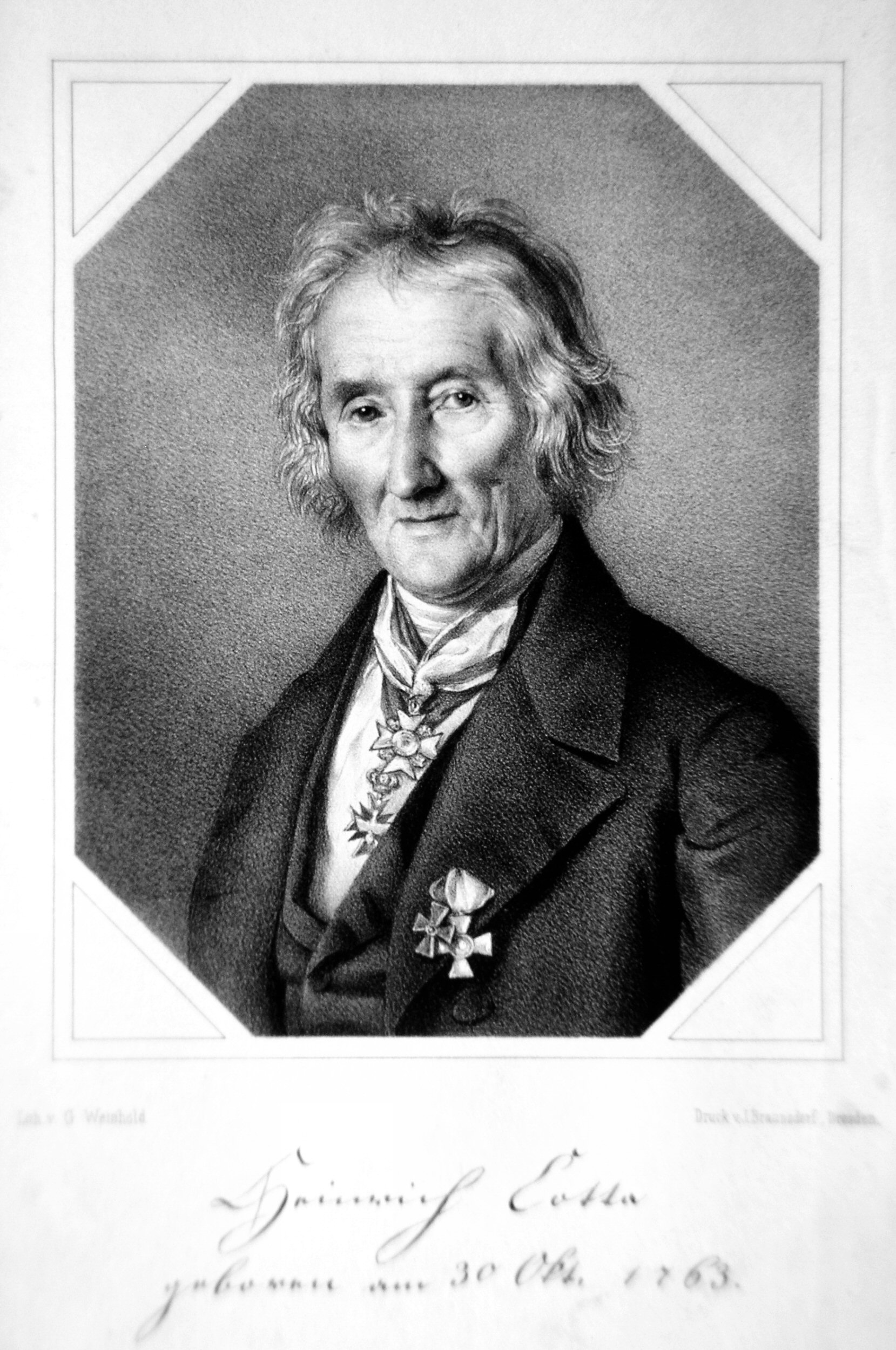
Heinrich Cotta, Lithographie von Johann Georg Weinhold, 1843

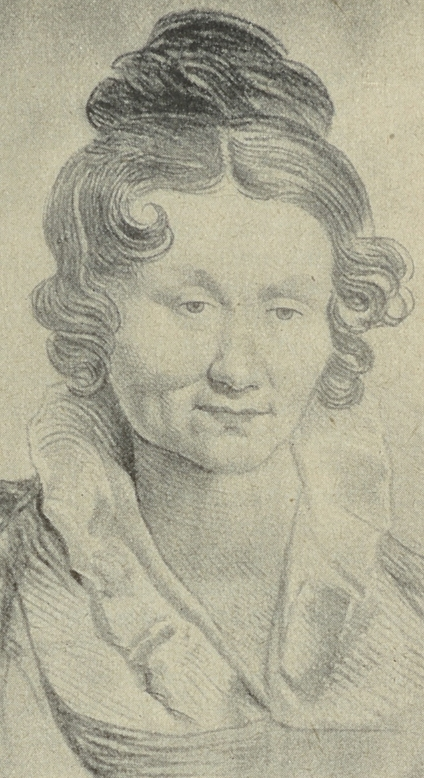
Christel Cotta. Wiedergabe einer Pastellzeichnung von unbekannter Hand.

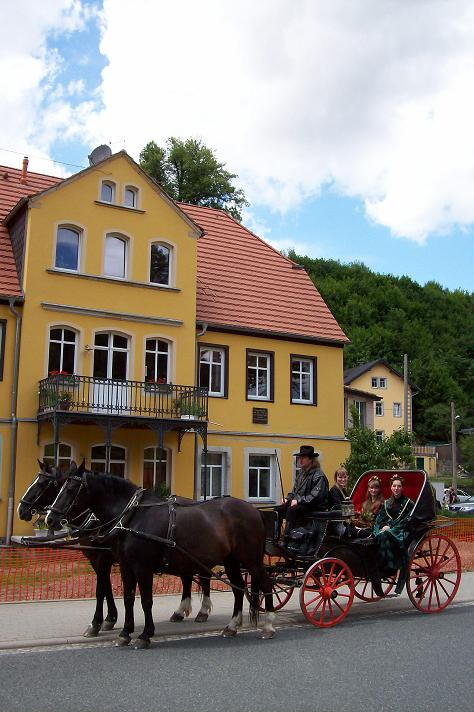
Cottas Wirkungsstätte in Tharandt zum Jubiläum 2011

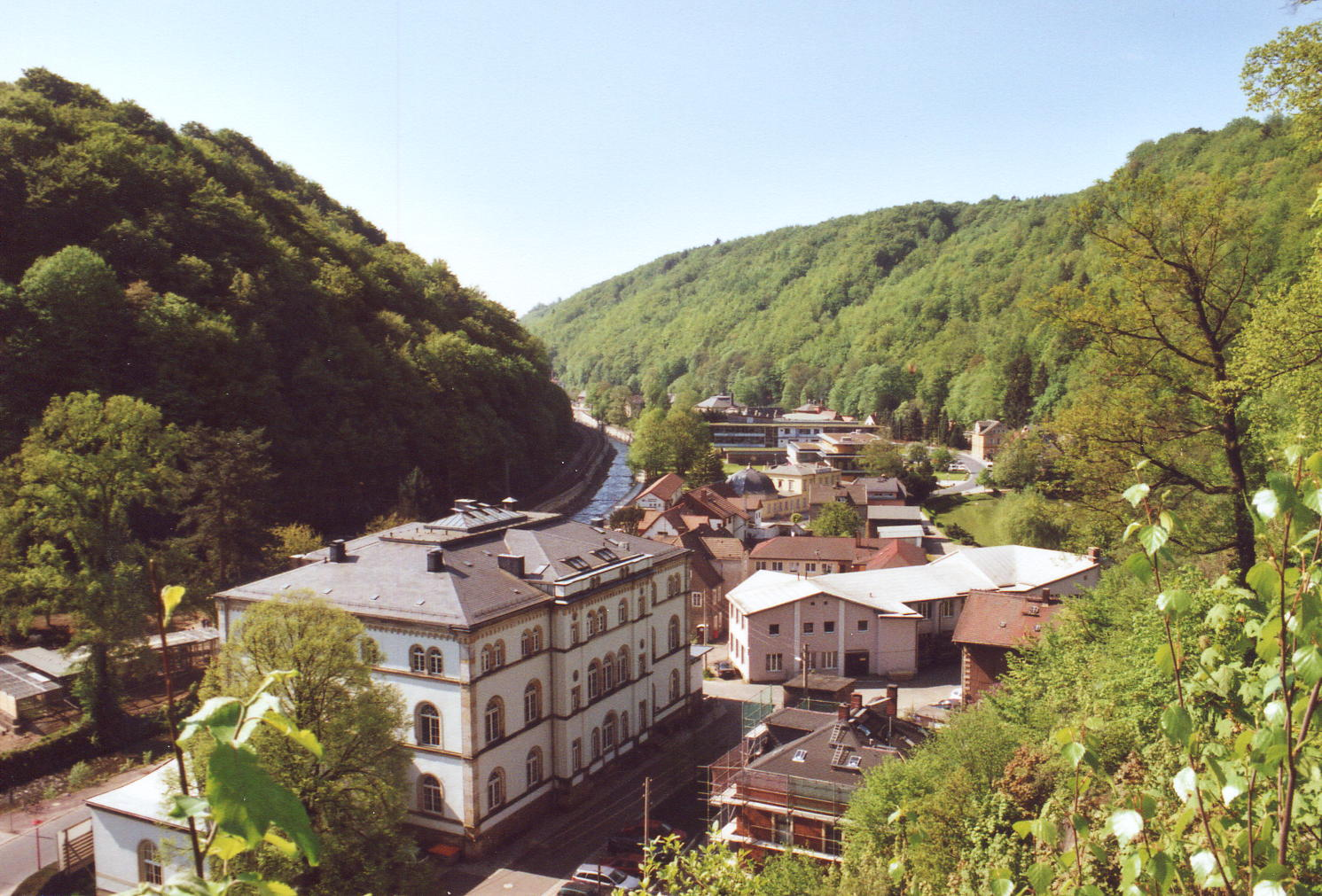
Altbau der Fachrichtung Forstwissenschaft in Tharandt 2006

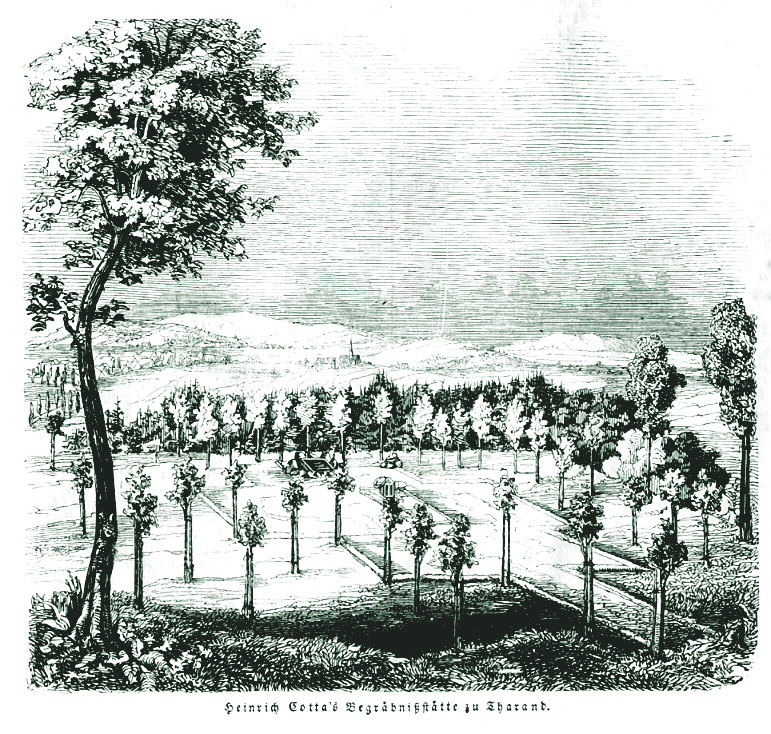
Grabstätte Johann Heinrich Cottas im Wald bei Tharandt im Jahr 1844

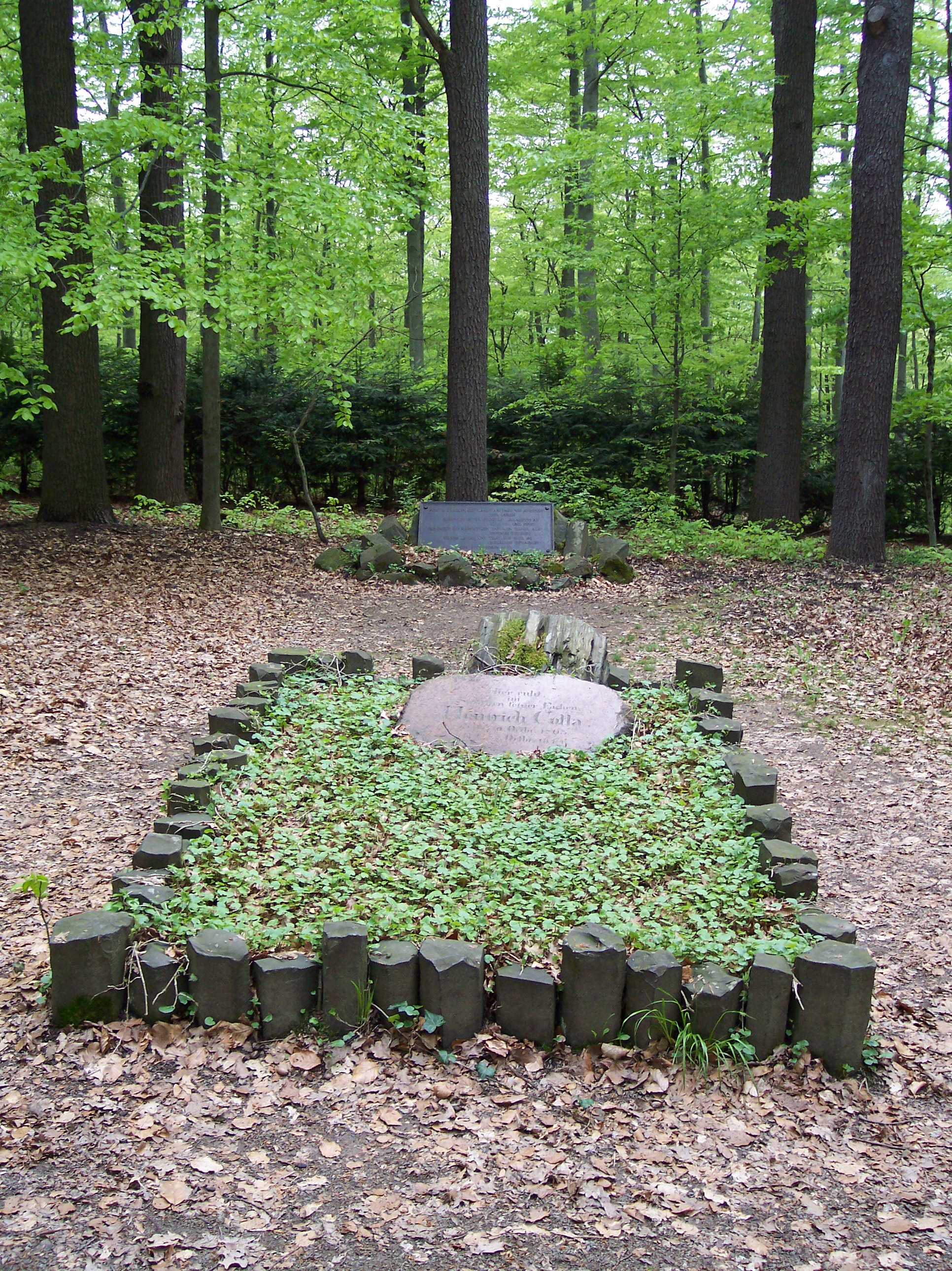
Cottas Grab heute

Johann Heinrich Cotta (* 30. Oktober 1763 im Forsthaus Kleine Zillbach zwischen Zillbach und Wasungen; † 25. Oktober 1844 in Tharandt) war ein deutscher Forstwissenschaftler. Als einer der Begründer dieses Wissenschaftszweiges hat er Weltgeltung erhalten.

## Leben und Wirken
Johann Heinrich Cotta wurde im Forsthaus Kleine Zillbach bei Wasungen (in der Rhön) geboren und von seinem Vater, einem Fürstlich-Weimarischen Förster, ab 1778 ausgebildet und 1780 als Jägerbursche freigesprochen. In den Jahren 1784/1785 studierte er an der Universität Jena Mathematik, Natur- und Kameralwissenschaften und war danach mit Vermessungen beschäftigt. In diesem Zusammenhang begann er ab 1786 gemeinsam mit seinem Vater, forstlichen Unterricht zu erteilen. 1789 wurde Cotta Herzoglich-Weimarischer Forstläufer.
Am 12. Mai 1795 heiratete Heinrich Cotta seine langjährige Freundin Christiane Ortmann, genannt Christel. Seine beiden ältesten Söhne Friedrich Wilhelm von Cotta (1796 bis 1874) und Friedrich August von Cotta (1799 bis 1860) schlugen ebenfalls die forstliche Laufbahn ein. Sein vierter Sohn Karl Eduard Cotta (1803 bis 1872) wurde Jurist, sein jüngstes Kind, Carl Bernhard von Cotta (1808 bis 1879), ein bekannter Geologe. Sein 1801 geborener Sohn Carl Emil und seine 1806 geborene Tochter Mathilda starben hingegen bereits bald nach der Geburt.
Im Jahr seiner Heirat 1795 erhielt Heinrich Cotta zudem als Förster die Stelle seines Vaters in Zillbach, wo ihm der Großherzog von Sachsen-Weimar-Eisenach, Carl August auch Jagdschloss und Garten zu seinem forstlichen Unterricht zur Verfügung stellte. Daraus entstand eine private forstliche Lehranstalt, deren Ruf sich rasch verbreitete und Cotta als hervorragenden Lehrer bekannt werden ließ. Zu seinen Schülern gehörten Gottlob König und August Adolph Freiherr von Berlepsch. 1801 wurde Cotta zum Mitglied des Forstkollegiums in Eisenach ernannt, wirkte jedoch vornehmlich weiter in Zillbach. Im Jahr 1800 erhielt er die Cothenius-Medaille der Leopoldina.
Ab 1809 stand er dann mit der königlich-sächsischen Verwaltung unter Friedrich August I. in Kontakt, die einen neuen Leiter ihrer Forstvermessungsanstalt suchte. Nach einigen Verhandlungen wurde Cotta schließlich am 12. Dezember 1810 in Dresden als Forstrat und Direktor der Forstvermessung und Taxation vereidigt. Da er sich zudem das Recht ausbedungen hatte, seinen Wohnort frei wählen und dort auch seine Lehranstalt weiterführen zu dürfen, entschied er sich für das Städtchen Tharandt. Dorthin übersiedelte er mitsamt seiner Zillbacher Forstlehranstalt im Frühjahr 1811. 1816 wurde sie zur Königlich-Sächsischen Forstakademie (heute Fachbereich Forstwissenschaften der TU Dresden) erhoben. Sie hatte bald auch zahlreiche ausländische Studenten, wobei zur damaligen Zeit alle Nichtsachsen als Ausländer galten. Von den 1.030 Studenten der Jahre 1816 bis 1844 waren 472, also 46 Prozent, Nichtsachsen. Von diesen stammten 371 (36 Prozent) aus den übrigen deutschen Ländern, die restlichen 101 (10 Prozent) waren eigentliche Ausländer, vor allem aus Russland, der Schweiz, Österreich und Spanien. So beeinflusste Cotta die Forstwissenschaft in der ganzen Welt. Vor allem russische Studenten kamen gern an die Forstakademie und Zar Nikolaus I. verlieh ihm zur Anerkennung seiner Bemühungen um diese 1841 einen hohen russischen Orden.
Cotta war weit über die eigentlichen Forstkreise hinaus bekannt und geschätzt und verkehrte mit zahlreichen Berühmtheiten seiner Zeit. So besuchte ihn bereits 1813 Johann Wolfgang von Goethe in Tharandt und 1819 und 1822 suchte Cotta Goethe in Weimar auf. Gesprächsgegenstand waren bei diesen Besuchen neben forstlichen Fragen vor allem Geologie und Fossilien. Cotta, der zeitlebens ein eifriger Sammler gewesen war, besaß nämlich eine berühmte mineralogisch-geologische „Versteinerungssammlung“, die eine der bedeutendsten Kollektionen ihrer Zeit war. Diese Sammlung zog auch andere Naturwissenschaftler nach Tharandt, darunter im Jahr 1830 Alexander von Humboldt, der nach Cottas Tod durchsetzte, dass diese Sammlung für 3000 Taler für das „Berliner Kabinett“ angekauft wurde. Allein dieser Teil der Sammlung umfasst rund 5.000 Exemplare pflanzlicher und tierischer Fossilien. Heute werden Sammlungsstücke daraus im Museum für Naturkunde der Humboldt-Universität Berlin (Institut für Paläontologie), im Museum für Naturkunde Chemnitz, an der Bergakademie Freiberg, im Museum für Mineralogie und Geologie Dresden und im British Museum of Natural History London aufbewahrt.
In seinen späteren Lebensjahren hielt Cotta auch Vorträge vor nicht-forstlichem Publikum, so etwa 1829 in der „Flora – Gesellschaft für Botanik und Gartenbau in Dresden“. Cotta war Direktor der forstwissenschaftlichen Abteilung der „Flora“ und später deren Ehrenmitglied.
Zu seinem 80. Geburtstag pflanzten seine Studenten 80 Eichen in einem mit einer Eibenhecke umgebenen Ehrenhain im Tharandter Wald, südlich des Forstbotanischen Gartens Tharandt und stellten eine schwarze, ursprünglich teilweise vergoldete, gusseiserne Gedenktafel dort auf.
Ein Jahr später, am 25. Oktober 1844 starb Johann Heinrich Cotta und wurde an dieser Stelle begraben. Die Grabrede hielt von Berlepsch, der für eine kurze Übergangszeit auch die Akademie leitete, bis im Oktober 1845 mit Carl Heinrich Edmund von Berg ein Nachfolger für Cotta gefunden war.

## Cotta als bewusst Bürgerlicher
Häufig wird auch in Forstkreisen angenommen, Johann Heinrich Cotta sei geadelt worden oder habe ein Adelsprädikat getragen. Dies ist jedoch falsch, wie Cottas Biograf Albert Richter bereits 1950 dargelegt hat (alle folgenden Zitate daraus). Zwar hatte demnach die Familie Cotta bis zum Brand von Ilmenau 1752 noch den von Kaiser Sigismund 1420 ausgestellten Originaladelsbrief besessen, den Adel jedoch nicht mehr geführt. Die Familie gliederte sich in einen süddeutschen und einen sächsisch-thüringischen Stamm. Nach späteren Untersuchungen sollen allerdings de facto zwischen diesen beiden Cotta-Linien keine verwandtschaftlichen Beziehungen bestanden haben. Zur damaligen Zeit jedoch glaubte man an eine gemeinsame Abstammung von Bonaventura Cotta.
Vor diesem Hintergrund hatte einer Notiz Wilhelm von Cottas zufolge der berühmte Buchhändler und Verleger Johann Friedrich Cotta im Jahr 1817 Heinrich Cotta aufgefordert, gemeinschaftliche Schritte zur Erneuerung des Adels zu unternehmen. Das lehnte dieser aufgrund seiner demokratischen und ganz bewusst bürgerlichen Einstellung jedoch ab. Schließlich hatte er bereits die 1796 von seinem Vater versuchte Wiedererlangung des Adels nicht fortgeführt und führte auch die Cottasche Petschaft nicht, sondern siegelte mit einer unpersönlichen. Friedrich Wilhelm von Cotta beschrieb die Einstellung seines Vaters 1860 mit diesen Worten:

„Mein Vater, der zwar oft genug Adligen gegenüber kränkende Zurücksetzung erfahren, indeß durch seine Verdienste sich ein großes Ansehen erworben und in eine Stellung gebracht hatte, in welcher er den Adel entbehren zu können glaubte, lehnte ab, weil er meinte, seine Söhne möchten sich doch hervortun, dann würden sie keiner Adelserneuerung bedürfen, weil er sich außerdem für zu wenig wohlhabend erachtete, um einen solchen Schritt zu tun, und weil er überhaupt der Hoffnung lebte, daß es mit den Bevorzugungen des Adels zu Ende gehen werde.“

Eine Einstellung, die nicht nur Heinrich Cottas berufliches Vorwärtskommen erheblich behinderte, sondern auch dazu führte, dass nur ein Teil des süddeutschen Familienstammes 1817 in den Adelsstand und 1822 in den Freiherrnstand erhoben wurde. Ein anderer Teil erneuerte den Adel 1859. Nach Heinrich Cottas Tod wurde jedoch auch seinen drei Söhnen Wilhelm, August und Bernhard auf Antrag 1858 der Adelstitel neu verliehen – was in forstlichen Zeitungen denn auch zu mancherlei Kritik führte.

## Leistungen
Heinrich Cotta ist der Begründer der modernen, nachhaltigen Forstwirtschaft und Forstwissenschaft und leistete den Übergang von der „Holzzucht“ zum „Waldbau“ als einer ganzheitlichen „Wissenschaft und Kunst zugleich“. Cotta prägte den Begriff „Waldbau“ überhaupt erst, vor allem durch sein berühmtestes Buch Anweisung zum Waldbau (1817). In der Vorrede der ersten Ausgabe lieferte er auch eine berühmt gewordene Begründung, warum die neue Fachdisziplin „Forstwissenschaft“ nötig geworden war:

„Wenn die Menschen Deutschland verließen, so würde dieses nach 100 Jahren ganz mit Holz bewachsen sein. Da nun letzteres niemand benutzte, so würde es die Erde düngen und die Wälder würden nicht nur größer, sondern auch fruchtbarer werden. Kehrten aber nachher die Menschen wieder zurück und machten sie wieder so große Anforderungen an Holz, Waldstreu und Viehweide, wie gegenwärtig, so würden die Wälder bei der besten Forstwirtschaft allemals nicht bloß kleiner, sondern auch unfruchtbarer werden. Die Wälder bilden sich und bestehen also da am besten, wo es gar keine Menschen und folglich auch gar keine Forstwissenschaft gibt; und diejenigen haben demnach vollkommen recht, welche sagen: Sonst hatten wir keine Forstwirtschaft und Holz genug, jetzt haben wir die Wissenschaft, aber kein Holz. Man kann aber auch mit Recht sagen: Die Menschen sind gesünder, die keinen Arzt brauchen, als die, die es tun, ohne dass daraus folgte, die Ärzte wären schuld an den Krankheiten. Es würde keine Ärzte geben, wenn es keine Krankheiten gäbe und keine Forstwissenschaft ohne Holzmangel. Diese Wissenschaft ist nun ein Kind des Mangels und diese ist folglich sein gewöhnlicher Begleiter.“

In seiner Anweisung zum Waldbau führte Cotta zudem den Begriff Mittelwald ein und unterschied erstmals zwischen Nieder-, Mittel- und Hochwald. Weiter trat er darin auch für Bestandespflege ein, so für Durchforstungen – ganz im Gegensatz etwa zu seinem Zeitgenossen Georg Ludwig Hartig, der darunter vornehmlich „Totenbestattung“ verstand. Zwar forderte Cotta eine aus heutiger Sicht schon fast übertrieben vorsichtige Durchforstung, sprach sich jedoch bereits für Läuterungen aus, was seinerzeit unerhört war, da es eine nicht kostendeckende Bestandespflegemaßnahme ist.

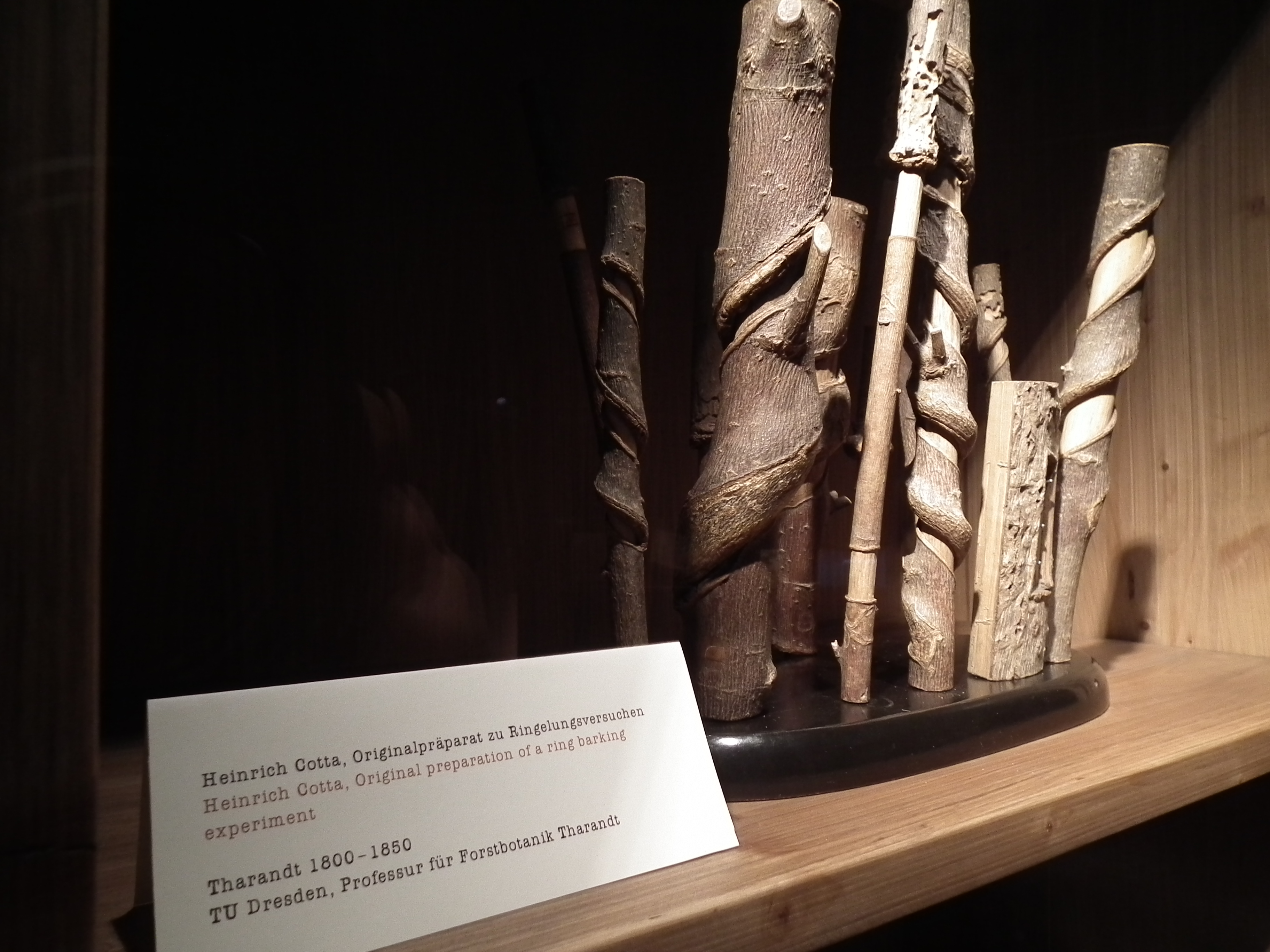
Originalpräparate zu Ringelungsversuchen

In seinen Werken behandelte Cotta fast alle Gebiete der Forstwissenschaft. Neben dem Waldbau war die Forsteinrichtung einer seiner Schwerpunkte. Nachdem er 1811 nach Tharandt übergesiedelt war, hat er in kurzer Zeit die ausgedehnten Waldungen Sachsens vermessen und Forsteinrichtungswerke aufgestellt. In diesem Zusammenhang entwickelte er zur räumlichen Ordnung des Waldes das so genannte „Flächenfachwerk“. Seine Ansichten dazu legte er in dem Buch Abriß einer Anweisung zur Vermessung, Beschreibung, Schätzung und forstwirtschaftlichen Einteilung der Waldungen (1815) dar. Daneben stellte Cotta Ertragstafeln auf. Seine Hilfstafeln für Forstwirte und Forsttaxatoren (1821), aber auch die Tafeln zur Bestimmung des Inhalts und Wertes unverarbeiteter Hölzer (1816) wurden wichtige Arbeitsinstrumente der gesamten Forstwirtschaft und das ganze 19. Jahrhundert hindurch immer wieder neu aufgelegt. Auch die Waldwertberechnung beschäftigte ihn sehr. Innerhalb von nur zwei Jahrzehnten gelang es Cotta, die stark herabgewirtschafteten sächsischen Wälder einer geordneten Forstwirtschaft zuzuführen.
Zudem erkannte Cotta die außerwirtschaftliche Bedeutung des Waldes und wies etwa bei Dresden vorrangig aus Schönheitsgründen einen Plenterwald aus. Im Tharandter Wald, den er zum „grünen Hörsaal“ ausbaute, legte er ein Netz von Schneisen und Flügeln an. Daneben war Cotta einer der ersten und zugleich der erste forstliche Klassiker, der sich, wenn auch noch sehr vorsichtig, für die Begründung von Mischbeständen aussprach. Zu seiner Zeit waren, wenn überhaupt, bestenfalls gemischte Bestände aus Buchen und Eichen oder Buchen und Edellaubholz geduldet.
Daneben hat sich Cotta, der mehr als 40 Jahre seines Lebens im forstlichen Unterricht tätig gewesen war, auch als forstlicher Lehrmeister außerordentlich verdient gemacht. Er hatte im Gegensatz zu Hartig, der Widerspruch kaum duldete, eine sanfte und kompromissbereite Natur, was sich in viel stärkeren Differenzierungen in seinen Schriften und seinem Unterricht niederschlug. Dennoch hatte Hartig mit seinen einfachen Generalregeln eine weit unmittelbarere Wirkung auf die forstliche Praxis. Weil Cottas Gedanken demgegenüber viel differenzierter und schwieriger nachzuvollziehen waren, sind seine Lehren erst allmählich in das forstliche Bewusstsein eingedrungen. In gewisser Hinsicht stand er zwischen Hartig mit seinen oft sehr schematischen Generalregeln und Pfeil, der bereits eine sehr starke Spezialisierung des Waldbaus nach der Standortgebundenheit forderte.
Heinrich Cotta wird oft als der bedeutendste Forstmann überhaupt bezeichnet. Auf jeden Fall aber gehört er wegen seiner wesentlichen Beiträge zur Entwicklung der Forstwissenschaft zu den so genannten „forstlichen Klassikern“, zu denen Georg Ludwig Hartig, Friedrich Wilhelm Leopold Pfeil, Johann Christian Hundeshagen sowie seine Schüler Carl Justus Heyer und Gottlob König zählen. Für besonders herausragende Leistungen auf dem Gebiet der Forstwissenschaft wird die Heinrich-Cotta-Medaille verliehen.

## Ehrungen
- 1836 – Komturkreuz des Zivilverdienstordens Sachsens
- 1836 – Roter Adlerorden III. Klasse
- 1836 – Komturkreuz des Weimarischen Hausordens vom Weißen Falken
- 1841 – St.-Wladimir-Orden IV. Klasse durch den russischen Zaren

Darüber hinaus wurde Heinrich Cotta 1843 während der 7. Versammlung der deutschen Land- und Forstwirte in Altenburg zum Ehrenpräsidenten der Forstsektion gewählt. Gleichzeitig wurde beschlossen, ihm ein forstliches „Cotta-Album“, eine Sammlung von Aufsätzen, zu widmen. Dieses Werk, das ihm am 4. Oktober 1844 in seinem Haus überreicht wurde, war die letzte Ehrung, die Cotta noch entgegennehmen konnte.
Nach der 1855 von Ludwig Bechstein veröffentlichten Biographie seines Vaters Johann Matthäus Bechstein war Johann Heinrich Cotta zudem erst der zweite deutsche Forstmann, über den eine eigenständige Biographie in Buchform verfasst wurde. Das Werk, gleichzeitig eine Habilitationsschrift, Heinrich Cotta. Leben und Werk eines deutschen Forstmannes, von Albert Richter erschien 1950 im Neumann-Verlag, Radebeul und Berlin.

## Denkmäler und Gedenken

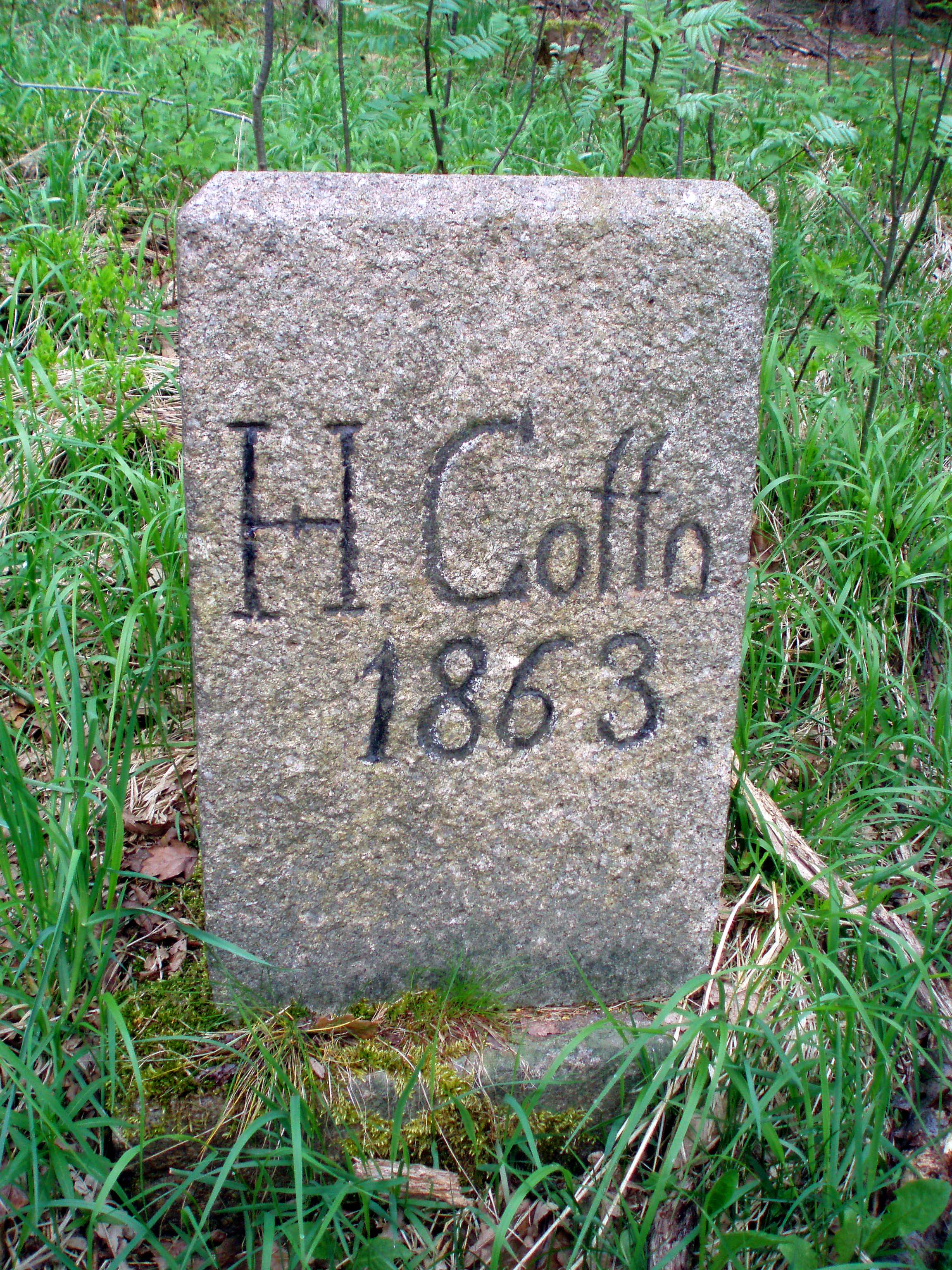
Cotta-Gedenkstein von 1863 bei Johanngeorgenstadt

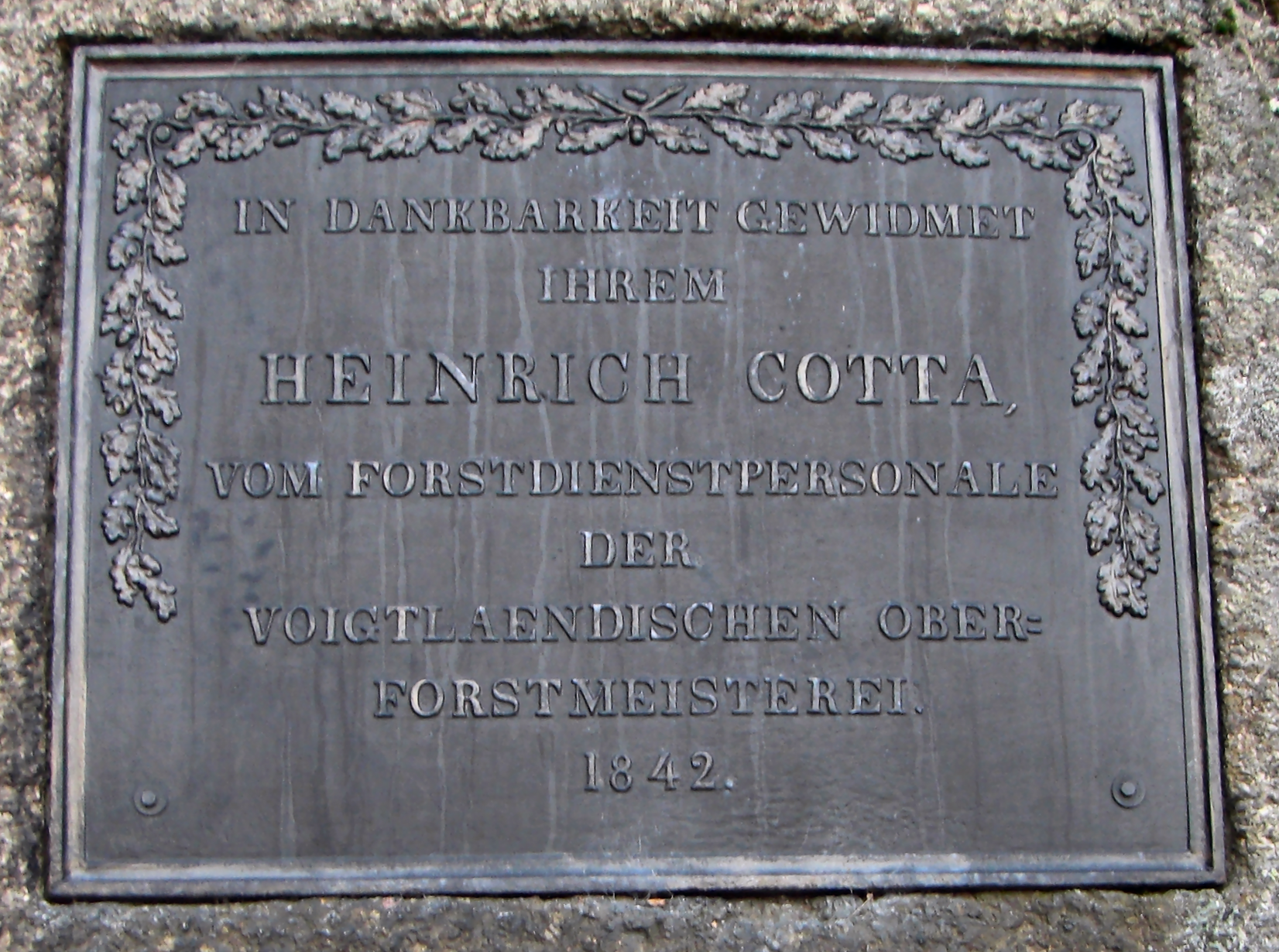
Cotta-Gedenktafel von 1842 in Morgenröthe-Rautenkranz

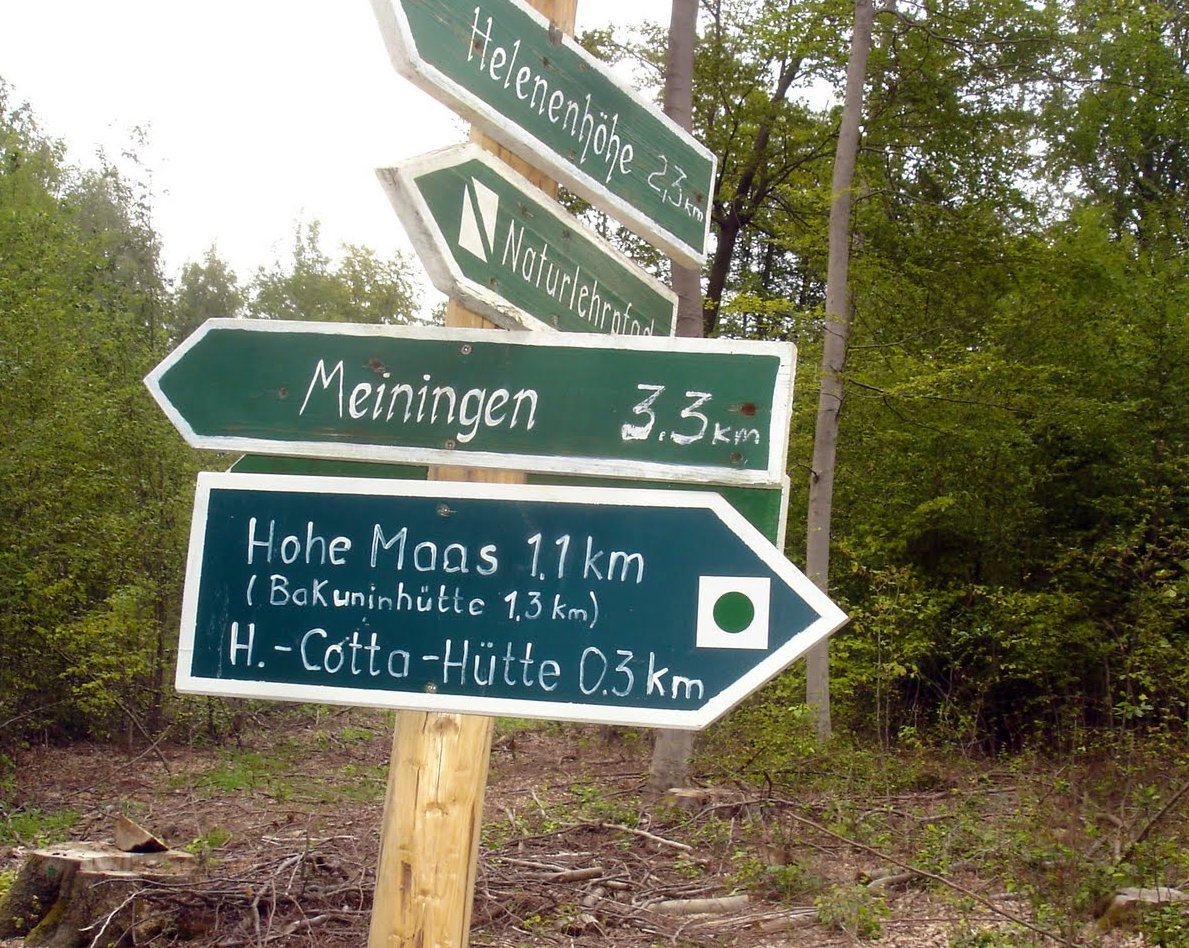
Wegweiser zur Heinrich-Cotta-Hütte

Neben Tharandt, wo sich mehrere Denkmäler zu Ehren Cottas finden, wird sein Erbe auch in seinem Geburts- und ersten Wirkungsort Zillbach mit viel Liebe wachgehalten. Dort gibt es einen Heinrich-Cotta-Platz mit Gedenkstein an den berühmten Sohn des Ortes sowie ein seinem Andenken gewidmetes Forsthistorisches Kabinett, das am 5. September 1997 eröffnet worden ist. Auch die von Cotta seinerzeit angelegte Plantage ist noch erhalten. Am 12. Juni 2000 wurde zudem der „Freundeskreis ‚Heinrich Cotta‘ e. V. - Zillbach“ gegründet. Er hat sich die Pflege und Förderung des kulturellen Erbes Cottas zum Ziel gesetzt.
Bereits im Jahr 1832 wurde „auf dem Platz vor dem Schießhaus“ in Tharandt eine 12–15-jährige Eiche zu Ehren des 70. Geburtstages von Heinrich Cotta gepflanzt. Das Wachstum der Eiche wurde jährlich zum 30. Oktober vermessen.
Eine Heinrich-Cotta-Straße gibt es außer in Zillbach und Tharandt auch in Dresden.
In Berlin-Niederschönhausen ist die Cottastraße nach ihm benannt. In Sitzendorf lässt sich der „Naturlehrpfad Heinrich Cotta“ erkunden und in Hammerunterwiesenthal ist die Forstbaumschule „Heinrich Cotta“ eingerichtet. Bei Crottendorf befindet sich an der Kreuzung der Katzensteiner Straße mit der Joachimsthaler Straße die „Cotta-Buche“. Im Chemnitzer Zeisigwald steht ein Cotta-Gedenkstein. Auch in Leipzig ist der Cottaweg nach ihm benannt.
Anlässlich des Jubiläums „175 Jahre forstliche Lehre in Tharandt“ wurde 1986 eine Gedenk-Medaille herausgebracht, deren Vorderseite das Gebäude der alten Forstakademie, die Rückseite zusätzlich eine Profildarstellung Cottas schmückt.
In Morgenröthe-Rautenkranz, jetzt Ortsteil der Gemeinde Muldenhammer, befindet sich ein Heinrich-Cotta-Felsen mit Gedenktafel aus dem Jahr 1842, gestiftet vom Forstdienstpersonal der Oberforstmeisterei Vogtland.

## Schriften (Auswahl)

### Wissenschaftliche Veröffentlichungen
- Systematische Anleitung zur Taxation der Waldungen. Berlin 1804. (Digitalisat)
- Naturbeobachtungen über die Bewegung und Funktion des Saftes in den Gewächsen, mit vorzüglicher Hinsicht auf Holzpflanzen. Weimar 1806, Neuherausgabe 2011.
- Grundriß zu einem System der Forstwissenschaft. Vorlesungsmanuskript, 1813.
- Vorschriften zur künstlichen Holzzucht. 1814.
- Abriß einer Anweisung zur Vermessung, Beschreibung, Schätzung und forstwirtschaftlichen Einteilung der Waldungen etc. Dresden 1815.
- Tafeln zur Bestimmung des Inhalts und Wertes unverarbeiteter Hölzer. Dresden 1816. (bis 1897 sind 17 Auflagen, teils unter geändertem Titel, erschienen)
- Anweisung zum Waldbau. Dresden 1817. (Digitalisat der 4. Auflage von 1828)
- Entwurf einer Anweisung zur Waldwerthberechnung. Dresden 1818. (Digitalisat)
- Die Verbindung des Feldbaues mit dem Waldbau oder die Baumfeldwirthschaft. Dresden 1819–1822.
- Anweisung zur Forst-Einrichtung und Abschätzung. Dresden 1820. (Digitalisat)
- Hülfstafeln für Forstwirthe und Forsttaxatoren. Dresden 1821. (Digitalisat)
- Grundriß der Forstwissenschaft. Dresden/Leipzig 1832. (Digitalisat)
- Der Kammerbühl nach wiederholten Untersuchungen aufs neue beschrieben. Dresden 1833.

### Autobiographisches
- Aus meinem Leben. In: Sylvan. Marburg/Kassel 1819.